# 克蘭農戰役
克蘭農戰役（公元前322年），是安提帕特及克拉特魯斯的馬其頓軍隊與雅典人領導的希臘軍的拉米亞戰爭中的一場決定性的戰役。馬其頓的大獲全勝標示着希臘在馬其頓霸權下結束了城邦的自由。

## 序言
當雅典得知亞歷山大大帝在公元前323年6月逝世後，他們決定反抗馬其頓在希臘的霸權，並招募一支強大的僱傭軍，許多希臘城邦也紛紛加入。此時，因為馬其頓在東方的征服行動，馬其頓的歐洲總督安提帕特僅擁有少量的部隊，這也是雅典第一次比安提帕特擁有數量上的軍事優勢。安提帕特因此撤退至拉米亞，並要求亞洲迅速增援。很快的，在列昂納托斯的救援下，安提帕特終於可以從拉米亞撤回到馬其頓本土，但列昂納托斯卻在與希臘騎兵戰鬥中陣亡。隨著在第三次克拉特魯斯的增援，優勢已逐漸轉到馬其頓這方了。

## 戰役
安提帕特和克拉特魯斯兩軍在色薩利會師後，迫使希臘在色薩利平原北部的克蘭農城（Crannon）與馬其頓展開決戰。而雅典將軍安提菲拉斯決定寄託享譽盛名的色薩利騎兵戰勝克拉特魯斯的騎兵，來取得會戰勝利，因此，戰役就在雙方騎間兵率先展開，隨著雙方的騎兵交戰，安提帕特命令他的步兵向希臘陣列衝鋒。因為马其顿在步兵方面具有压倒性的优势，陷入混乱的希腊步兵不得不撤至一处高地据守來擊退馬其頓的攻擊，而希臘騎兵在看到步兵開始撤退，也徹出戰鬥，馬其頓因此獲得勝利。

## 結果
雖然希臘軍隊損失不大，但这场敗战对整个希腊人抵抗意志的打击却是相當巨大的。安提菲拉斯與他的騎兵指揮官門農協商後，第二天向安提帕特派遣使者求和，然而安提帕特拒絕與整個聯盟談和，而是要各城邦單獨與馬其頓求和。隨後馬其頓軍在攻克幾個色薩利城市後，許多希臘城邦紛紛與安提帕特單獨簽署和平協議。
在許多盟友叛逃下，雅典被迫接受無條件投降。而雅典人在戰敗後同時失去了獨立自主權，被迫接受馬其頓駐軍和撤換民主體制，和寡頭政治的領導下。

## 參看條目
- 拉米亞戰爭